# Tramvajová zastávka

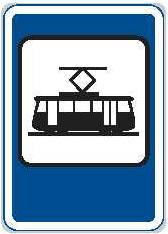
Česká dopravní značka IJ 4d, označující zadní část zastávky tramvaje. V některých zemích se podobná značka používá jako označník zastávky

Tramvajová zastávka je označené místo určené k zastavování tramvají a k nastupování nebo vystupování cestujících. Tramvajová zastávka může být společná s autobusovou nebo trolejbusovou zastávkou, zastávce určené pro více druhů dopravy technická norma říká sdružená zastávka.
Tramvajová zastávka se zpravidla zřizuje pro každý směr zvlášť, tj. jednomu názvu zastávky typicky přísluší dvojice zastávek, v místech dopravních uzlů někdy i více zastávek, avšak existují i zastávky jednosměrné. Pokud je trať v místě zastávky rozdělena do více kolejí v jednom směru jízdy (například v obratištích nebo frekventovaných terminálech), pak zpravidla ke každé kolejí přísluší samostatná zastávka.
Označení zastávka zavedla v roce 1970 Pravidla technického provozu městských drah vydaná Ministerstvem dopravy ČSR, do této doby se používal pojem stanice, případně již Směrnice ministerstva dopravy pro zřizování a označování tramvajových zastávek ze dne 7. 2. 1968 č. 8 247/68-10, registrovaná v částce 2/1968 Ú. v.

## Součásti a vybavení zastávky

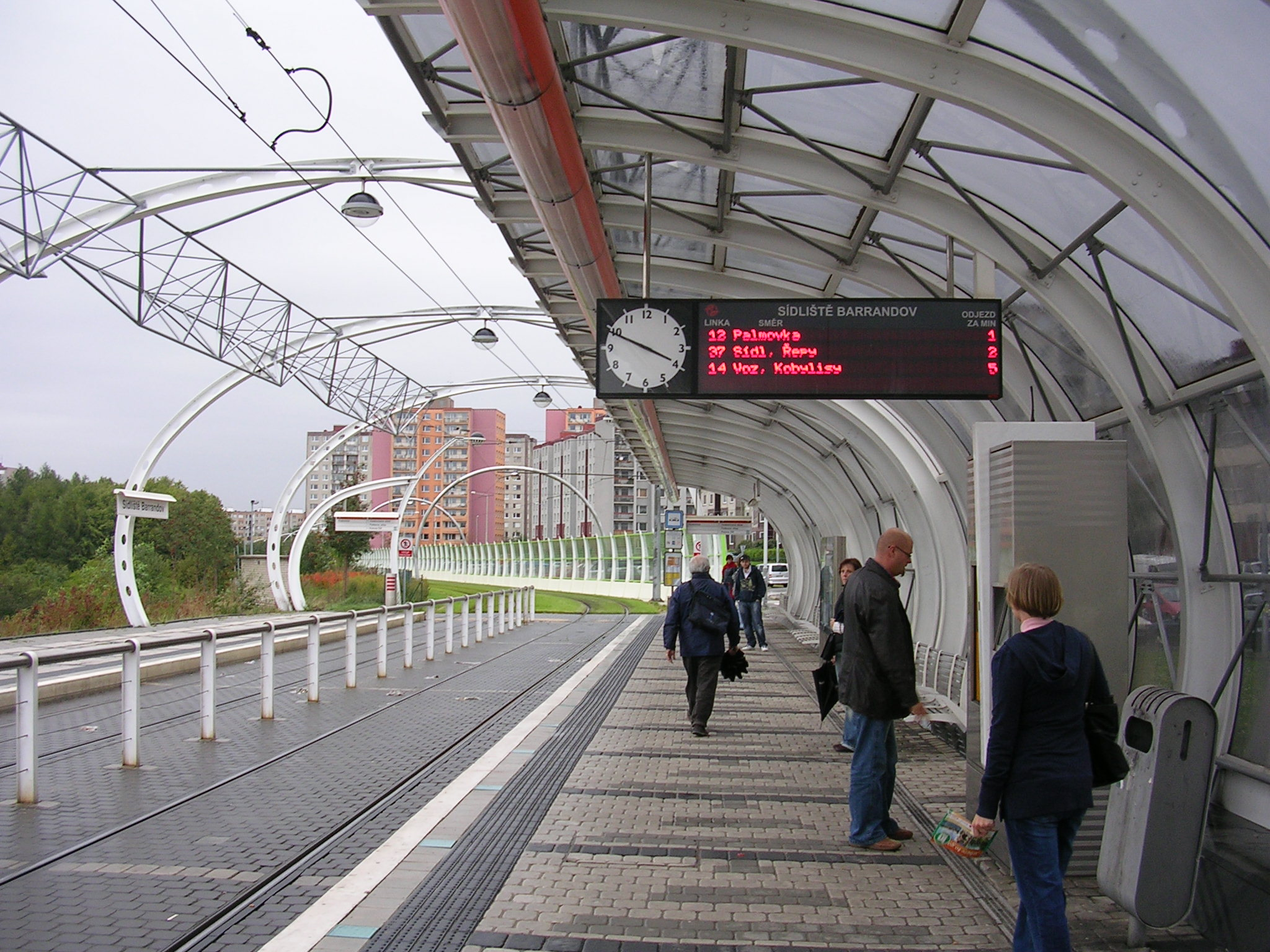
Zastávka Sídliště Barrandov na trati Hlubočepy – Barrandov v Praze

Tramvajová zastávka je tvořena jednak místem pro zastavování vozidel (kolejiště zastávky) a standardně též místy pro pobyt a pohyb cestujících (nástupiště, nástupní ostrůvek, případně též další čekací plochy).
K vybavení zastávky patří zejména označník zastávky, vyznačení názvu zastávky (má být pod značkou na označníku) a informace o provozu (zejména jízdní řád, případně též vyznačení linek a směrů, tarifní informace, informace o dopravním systému a přepravních podmínkách nebo další informační prvky), které jsou zpravidla umístěny na označníku zastávky nebo na zastávkovém přístřešku.
Čtvercová značka, která je v České republice hlavní významovou částí označníku zastávky, je standardizovaná a od roku 2001 má status dopravní značky. Přesto se v praxi občas vyskytují architektonické experimenty s jinou podobou označníku zastávky. Je-li tramvajová zastávka umístěná v úseku, kde je tramvajová trať vedena po pozemní komunikaci jako tramvajový pás, mohou být pro její vyznačení souběžně použity též další dopravní značky: svislá dopravní značka určená k umístění u zadní části zastávky a vodorovná dopravní značka vyznačující zastávku.
Zastávka může být vybavena přístřeškem. Osvětlení tramvajové zastávky může být buď součástí veřejného osvětlení pozemní komunikace nebo může být součástí vybavení dráhy. Mnohde mívá vlastní osvětlení označník zastávky (prosvětlovaná značka, osvětlení jízdních řádů atd.), někdy i zastávkový přístřešek nebo zastřešené nástupiště. Častým doplňkem zastávky zejména ve městech jsou i lavičky, odpadkové koše, prodejní automaty na jízdenky atd. Díky provoznímu a společenskému významu zastávek se zde často objevují i poštovní schránky, drobné prodejny (zejména tisku, tabákových výrobků či občerstvení), veřejné nástěnky atd.
Ochranné zábradlí bývá často zřízeno zejména mezi nástupním ostrůvkem nebo nástupištěm na zvýšeném tramvajovém pásu vedeném ve středu pozemní komuikace a přilehlou vozovkou. Protože tramvaje jsou často tvořeny soupravou (vícevozovým vlakem), zastávky umístěné výjimečně v levotočivém oblouku bývají vybaveny dopravním zrcadlem, které umožňuje řidiči tramvaje výhled na zadní část vlaku.
Nástupní ostrůvky, nástupiště na zvýšeném tramvajovém pásu nebo u trati vedoucí mimo pozemní komunikaci, označníky a přístřešky tramvajových zastávek a kolejiště tramvajových zastávek jsou součástí tramvajové dráhy. Je-li nástupiště tvořeno průběžným chodníkem, obvykle bývá součástí pozemní komunikace. Součástí pozemní komunikace je rovněž vozovka, přes kterou cestující přecházejí v zastávkách bez nástupiště, i zvýšená vozovka tzv. vídeňských zastávek. Součástí pozemní komunikace bývají i ochranné ostrůvky tvořící funkční prodloužení nástupního ostrůvku u přechodu u konce či začátku zastávky.

## Stavební uspořádání
Tramvajová zastávka na průběžné trati může mít některé ze stavebních uspořádání:

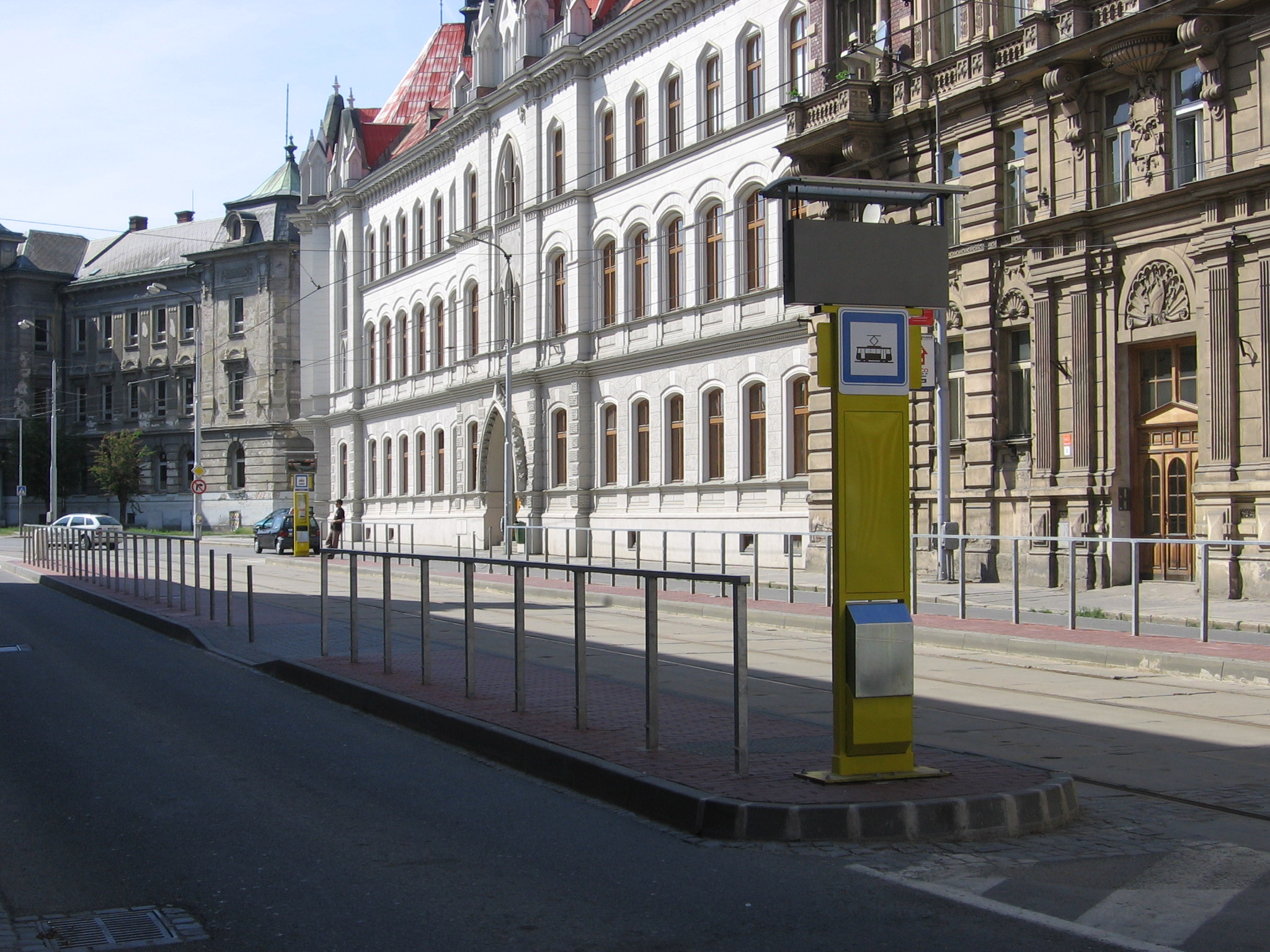
Nástupní ostrůvky zastávky Palackého v Olomouci

- nástupní ostrůvek, je-li trať vedena po nezvýšeném tramvajovém pásu; obvykle se ostrůvek nachází mezi kolejištěm a vozovkou pro shodný směr jízdy.

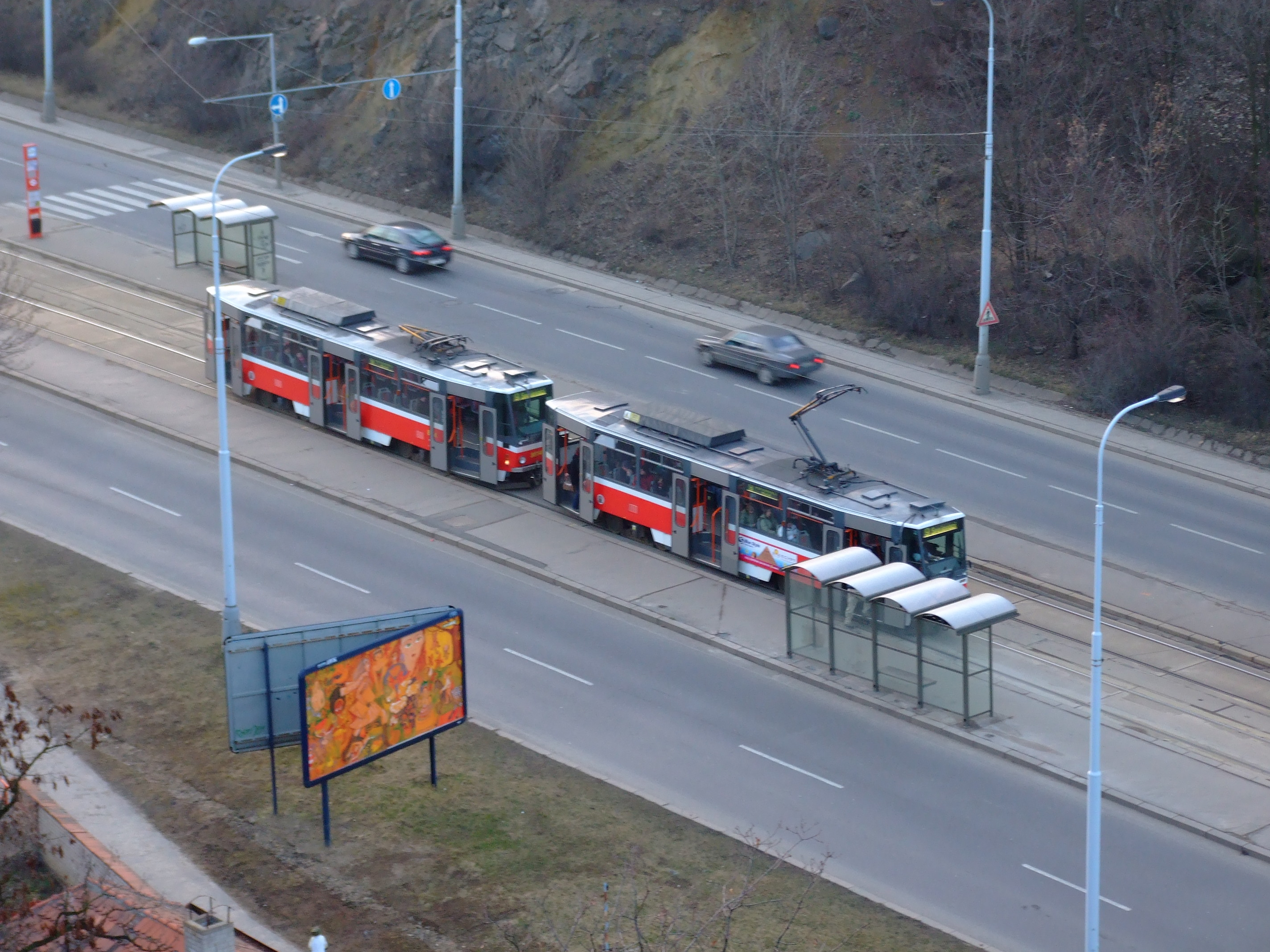
Zastávky na zvýšeném tramvajovém pásu, Krematorium Motol v Praze

- nástupiště na zvýšeném tramvajovém pásu, je-li trať vedena po zvýšeném tramvajovém pásu; z hlediska provozního uspořádání se velmi podobá zastávce s nástupním ostrůvkem.

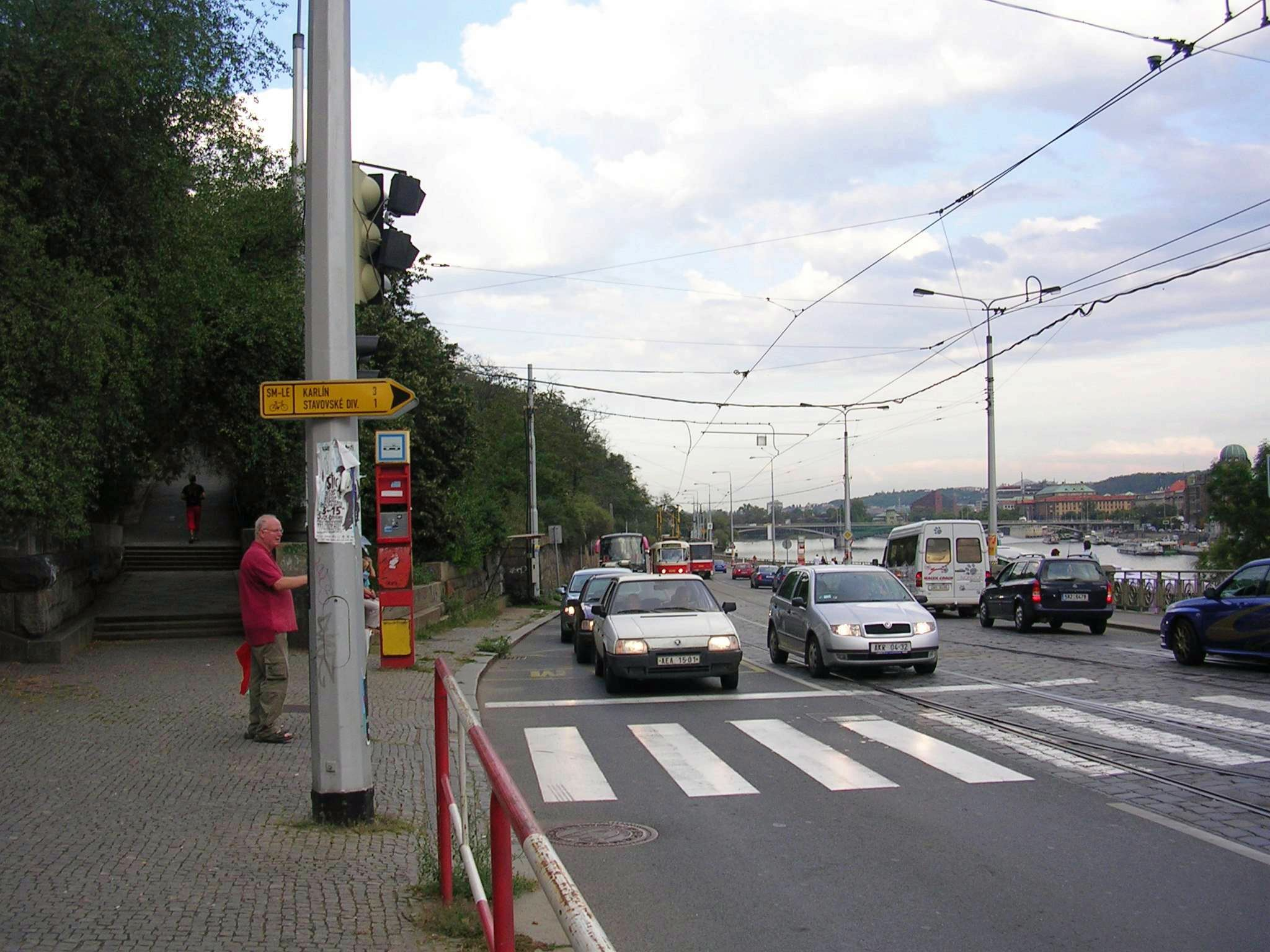
Zastávka s nástupem přes vozovku („Čechův most“ na nábřeží E. Beneše v Praze)

- zastávka s nástupem přes vozovku: cestující vyčkávají na chodníku a do vozovky smějí vstoupit až po zastavení tramvaje v zastávce. Tento typ zastávky je z bezpečnostního hlediska rizikový, protože řidiči silničních vozidel mohou zastávku přehlédnout nebo si ji neuvědomit přítomnost tramvaje v zastávce a ohrozit tak vystupující a nastupující cestující. Řidič silničního vozidla má povinnost za tramvají zastavit a pokračovat v jízdě smí až tehdy, neohrozí-li vystupující ani nastupující cestující. Objíždět tramvaj zleva je obecně zakázáno. Nevýhodou je, že cestující si i přes veškeré značení zvýšenou vozovku snadno spletou s běžným nástupištěm a postávají na ní a řidiči silničních vozidel si pak navykají užívat k jízdě tramvajový pás místo zvýšené vozovky.

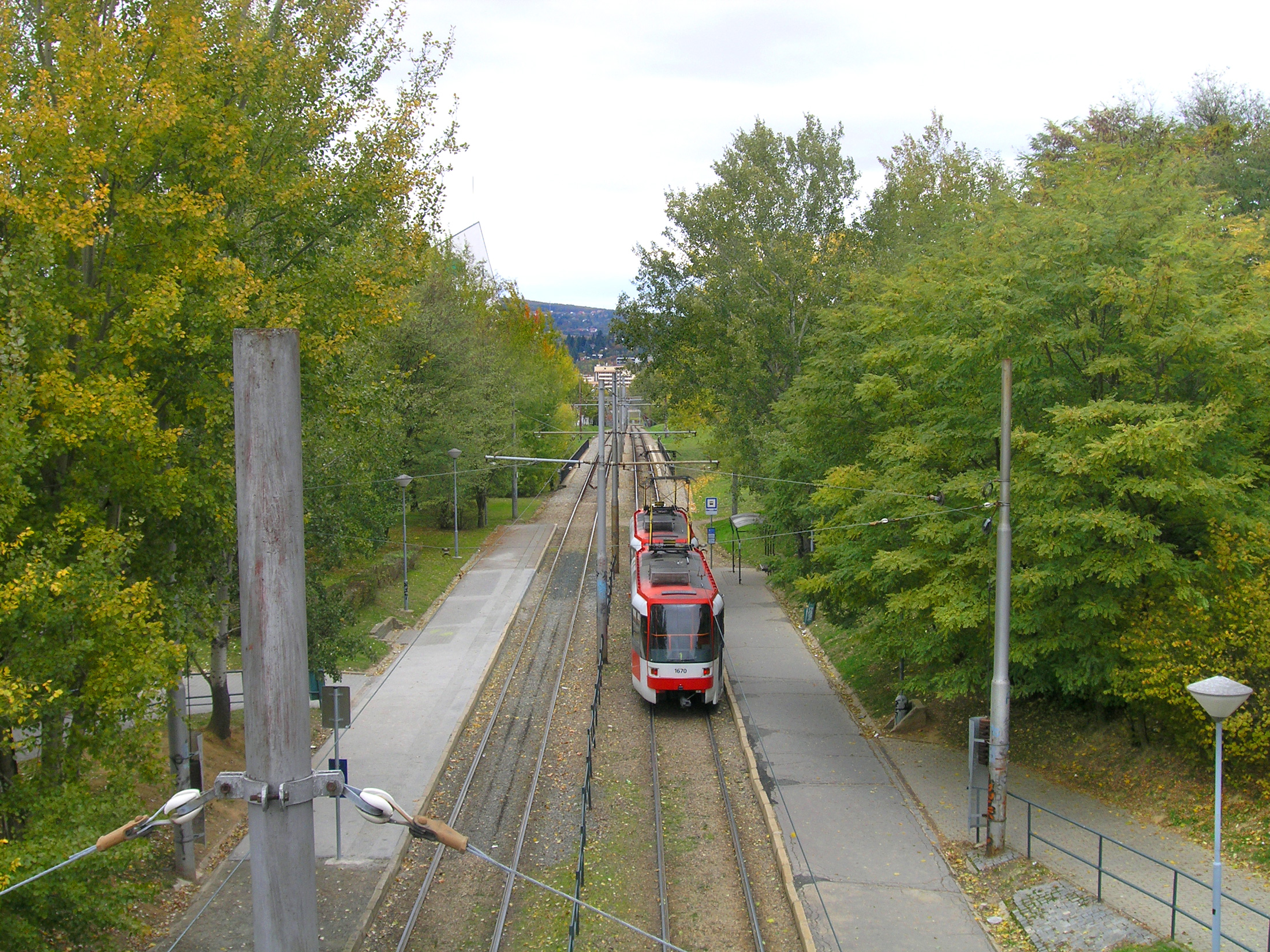
Zastávky Kubíčkova na samostatně vedené trati v Brně-Bystrci

- zastávka přímo u chodníku může být tam, kde tramvajová kolej je vedena podél chodníku, tj. buď jsou tramvajové koleje vedeny nestandardně po okraji pozemní komunikace místo jejím středem, nebo jde o úzkou komunikaci, kde je silniční doprava vedena přímo po tramvajovém pásu, nebo jde o zastávku na komunikaci, která je pro silniční vozidla jednosměrná v opačném směru, nebo o zastávku v úseku tratě, kde je provoz silničních vozidel vyloučen (samostatná tramvajová trať). Obrubníková hrana bývá v místě zastávky k průjezdnímu profilu tramvaje přiblížena oproti navazující průběžné trati.

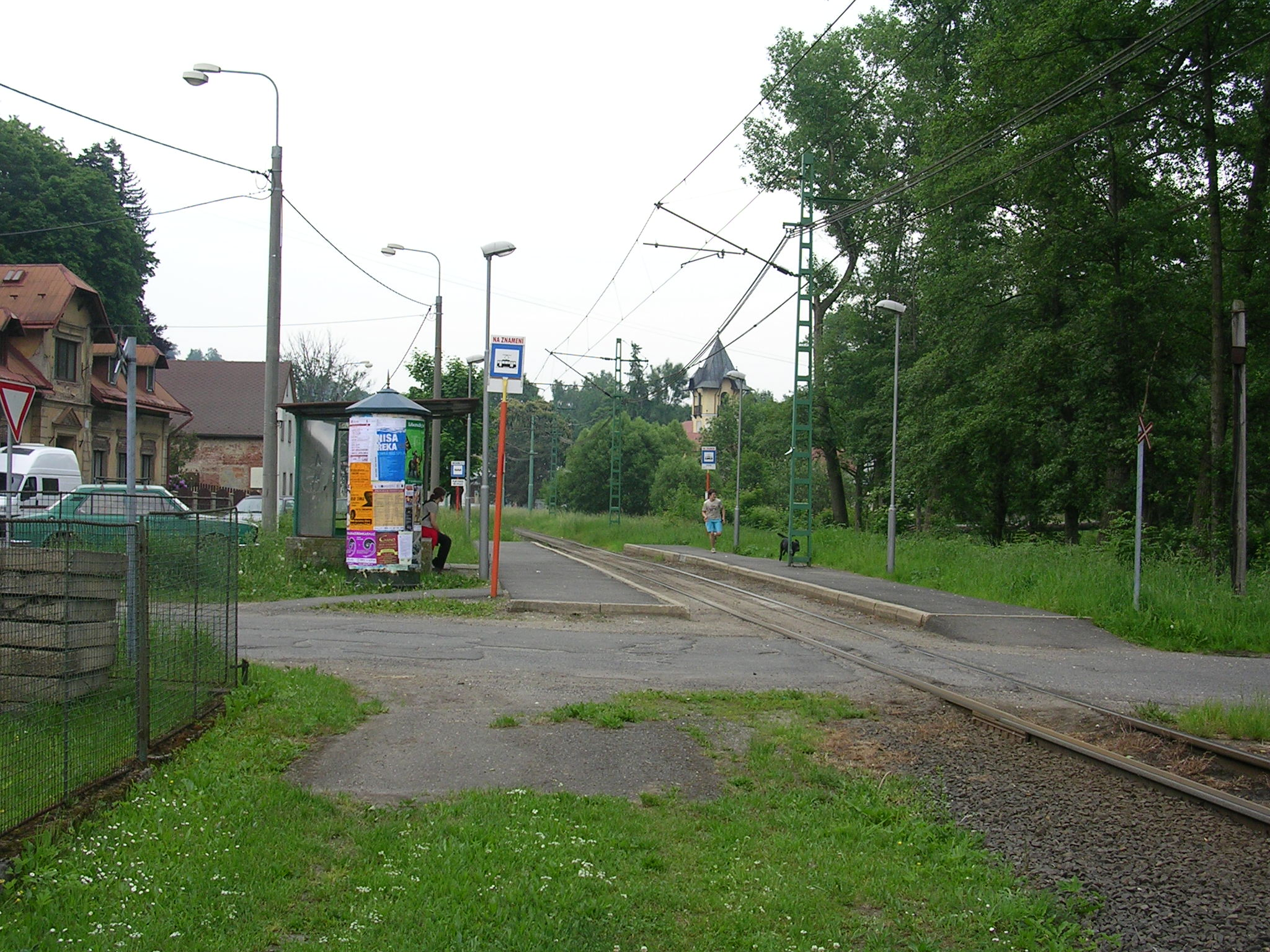
Zastávka „Kyselka“ na liberecko-jablonecké jednokolejné trati

- vídeňská zastávka (t. j. se zvýšenou vozovkou neboli s pojížděným mysem) je zastávka s nástupem přes vozovku, avšak vozovka je v místě zastávka zvýšená přibližně na úroveň chodníku, takže tvoří i zvýšené nástupiště.
- zastávkový mys je rozšíření chodníku až k průjezdnímu profilu tramvaje, přičemž provoz silničních vozidel je veden v místě zastávky po tramvajovém pásu. Používá se zejména v přerušení parkovacího pruhu tam, kde v minulosti byly zastávky s nástupem přes vozovku.
- zastávka brněnského typu je kombinace nástupního ostrůvku se zastávkou vídeňského typu

Tramvaj stojící v zastávce je obecně zakázáno předjíždět či objíždět zleva. Ochranu cestujících (chodců) při nastupování a vystupování může zajistit či posílit také tzv. časový ostrůvek, tedy použití světelné signalizace, která po dobu odbavování v zastávce zastaví souběžný provoz silničních vozidel.
Na jednokolejné trati mohou být zastávky mimo výhybnu pro oba směry společné, avšak každá má vlastní nástupiště a vlastní označník zastávky. Ve výhybně s pravostranným provozem je uspořádání zastávek obdobné jako na dvojkolejné trati, výhybny s levostranným provozem jsou uspořádané jako ostrovní, tj. ostrůvek mezi kolejemi tvoří nástupiště pro oba směry.
Tramvajová obratiště mohou být řešena různými způsoby: zastávky mohou být umístěny buď v úseku trati ještě před obratištěm nebo v obloucích tramvajové smyčky nebo v přímých úsecích smyčky či jiného typu obratiště. Je-li obratiště vícekolejné, může být buď společná výstupní zastávka před rozvětvením kolejí, resp. nástupní zastávka za místem jejich spojení, nebo mohou být paralelní zastávky u jednotlivých kolejí obratiště.
Technické normy stanoví pro příslušnou zemi nebo tramvajovou síť výšku nástupiště, která bývá vztažena k úrovni temene kolejnic. Jde-li o zastávku sdruženou, musí výška zároveň odpovídat požadavkům pro autobusové a trolejbusové zastávky.
V počátcích tramvajového provozu nebyl přístup na tramvajové zastávky přes vozovku nijak zvlášť řešen. Ve druhé polovině 20. století začaly být zřizovány přechody pro chodce, které někdy vedly přímo přes začátek či konec zastávky nebo v určité vzdálenosti tak, že chodec k nim musel dojít po okraji tramvajového pásu. V určitém období se stalo standardem i budování přístupových podchodů (v Praze se podobná mimoúrovňová řešení uplatňovala kolem 70. let 20. století, při výstavbě tratí na Sídliště Ďáblice a na Lehovec a křižovatky v okolí Bulharu, Vychovatelny, Vltavské či terminálu Nádraží Hostivař). V 90. letech začala být věnována větší pozornost oddělení přechodů od vlastního nástupiště (odsazené ochranné ostrůvky u vyčkávacích prostorů přechodů, zachování průchozí šířky kolem zastávkového sloupku). Vyhláška č. 193/2006 Sb. (novela vyhlášky č. 30/2001 Sb.) s účinností od 1. července 2006 zakázala zřizovat vodorovné značení neřízených přechodů pro chodce přes tramvajový pás. Ani přecházení samostatných tramvajových tratí není v legislativě a technických normách uspokojivě řešeno.